# Märs

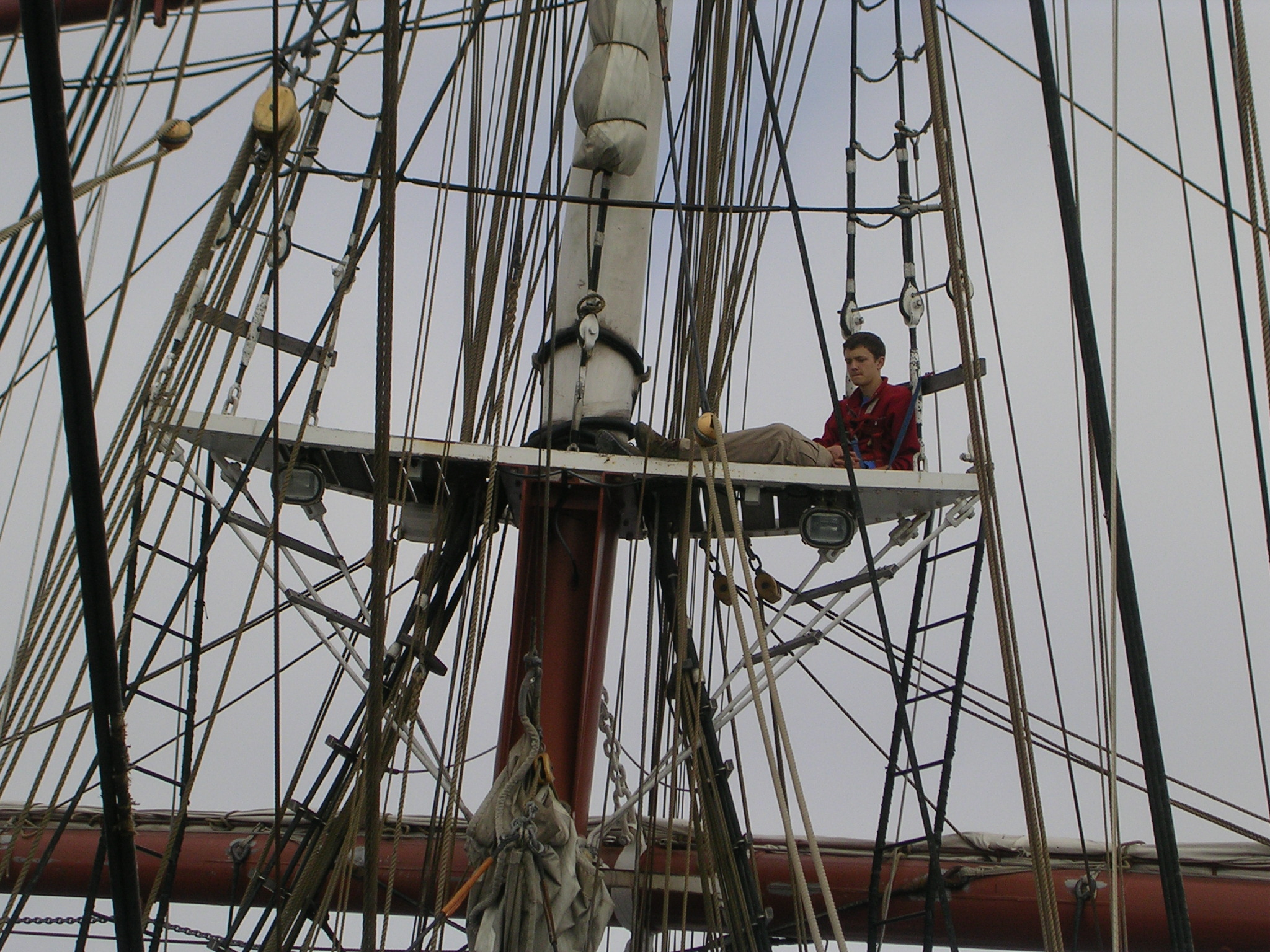
Märs på Prince William.

En märs är en plattform fäst vid toppen av ett segelfartygs undermasts topp, avsedd att ge lämplig spridning åt de vant som stöttar märsstången i sidled, alltså för samma ändamål som salningen. Ursprungligen var märskorgen avsedd för att underlätta arbete uppe i masten, som utsiktsplats och som plattform vid strid. Märsar kan byggas också enkom för de senare ändamålen.
Märsen på äldre segelfartyg består av en i främre kanten vanligen avrundad plattform av plankor, som vilar på lång- och tvärsalningar, samt en karm, kransskålen eller märsranden.